# Eschivard von Sarmenia
Eschivard von Sarmenia (frz. Eschivard de Sarménie; † nach Februar 1175) war Herr von Sarmenia und Seneschall von Antiochia.
Er war Herr der Kreuzfahrerburg Sarmenia (Sarmaniye – سرمانية), 8 km nördlich von Bourzey.
Zwischen 1149 und 1169 ist er urkundlich als Seneschall von Antiochia belegt. In einer Urkunde vom Februar 1175, seiner letzten urkundlichen Erwähnung, wird er ohne den Seneschall-Titel genannt, den wohl jemand anderes übernommen hatte.
Gervais von Sarmenia, der zwischen 1181 und 1199 als Seneschall von Antiochia belegt ist, war vermutlich sein Sohn.